# Estola obscuroides
Estola obscuroides är en skalbaggsart som beskrevs av Stefan von Breuning 1942. Estola obscuroides ingår i släktet Estola och familjen långhorningar.
Artens utbredningsområde är Paraguay. Inga underarter finns listade i Catalogue of Life.